# Sakka (Syria)
Sakka (arab. سكا) – miejscowość w Syrii, w muhafazie Damaszek. W 2004 roku liczyła 1520 mieszkańców.